# NGC 180
NGC 180 es una galaxia espiral barrada localizada en la constelación de Piscis.